# Juliana van Hessen-Darmstadt

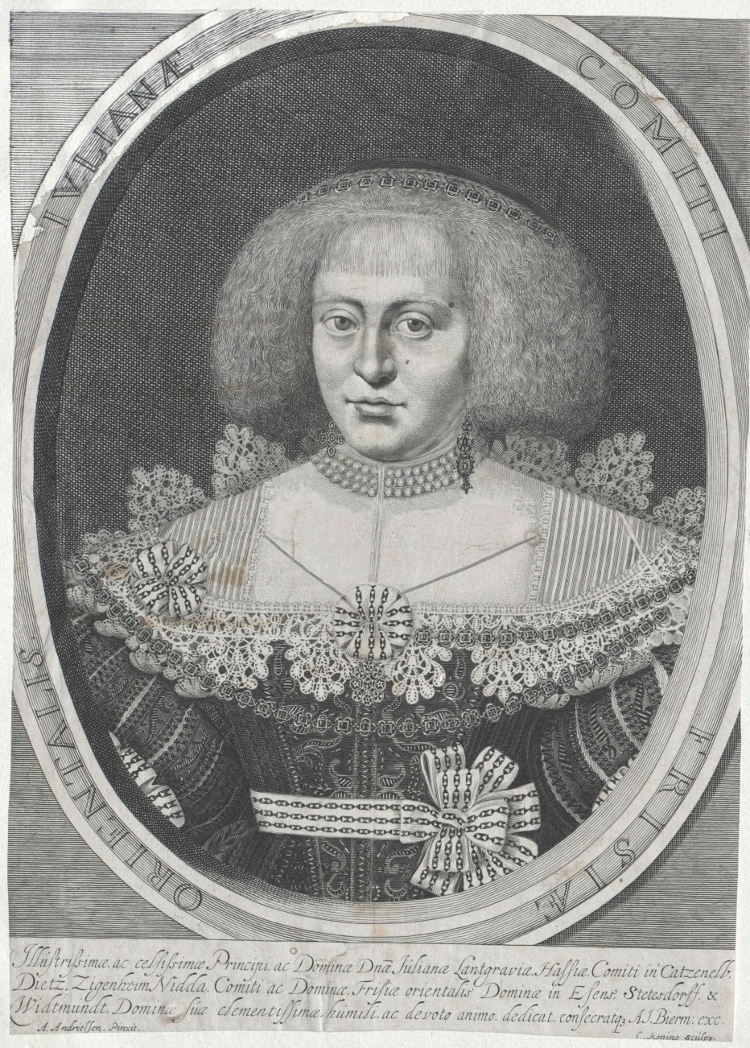
Juliana van Hessen-Darmstadt.

Juliana van Hessen-Darmstadt (Darmstadt, 14 april 1606 – Westerhof, 15 januari 1659) was van 1631 tot 1648 gravin en van 1648 tot 1651 regentes van Oost-Friesland. Ze behoorde tot het huis Hessen-Darmstadt.

## Levensloop
Juliana was een dochter van landgraaf Lodewijk V van Hessen-Darmstadt uit diens huwelijk met Magdalena, dochter van keurvorst Johan George van Brandenburg. Op 5 maart 1631 huwde ze met graaf Edzard II van Oost-Friesland (1605-1648).
Edzard liet nog tijdens de Dertigjarige Oorlog voor Juliana het lustslot van Sanderhorst bouwen, hoewel Oost-Friesland tijdens deze oorlog zwaar te lijden had. Het kasteel was kort voor zijn dood in 1648 afgewerkt.
Na de dood van haar echtgenoot werd ze regentes en voogdes voor haar drie zonen uit haar huwelijk met Edzard, Enno Lodewijk (1632-1660), George Christiaan (1634-1665) en Edzard Ferdinand (1636-1668). Ze vertoonde al snel decadent gedrag, stuurde haar lastige zonen naar het buitenland en liet ze het zwaar beschadigde graafschap regeren door gunstelingen, zoals Johann von Marenholtz, een lid van de Geheimraad en mogelijke minnaar van Juliana. Het land werd slecht bestuurd, wat tot spanningen met de Oost-Friese Staten leidde. Ook verlegde Juliana haar residentie van Aurich en Sandhorst, om ongestoord van haar decadente levensstijl te kunnen genieten. 
Uiteindelijk riepen de Staten in 1651 haar oudste zoon Enno Lodewijk terug uit het buitenland. Hij was twee jaar eerder volwassen verklaard door keizer Ferdinand III en mocht dus zelfstandig regeren. In mei 1651 zette hij Juliana uit de regering en werd ze naar haar weduweresidentie, de Borg Berum, gestuurd. Haar belangrijkste gunsteling, Johann von Marenholtz, werd na een schijnproces geëxecuteerd.
In 1654 kocht Juliana het landgoed Westerhof, nabij Osterode, waar ze in januari 1659 op 52-jarige leeftijd stierf.